# Canis gezi
Canis gezi (asignación genérica discutida) es una especie de cánido extinto de gran tamaño, integrante del género Canis, que vivió en América del Sur en el Pleistoceno, durante Ensenadense, aunque se desconoce un rango cronológico exacto.

## Taxonomía
Canis gezi fue descrito por Lucas Kraglievich en el año 1928. 

## Distribución
Sus restos fósiles se limitan al centro-este de América del Sur, con sólo 2 especímenes descubiertos en sedimentos del Ensenadense del Pleistoceno tardío de la región pampeana en el centro de la Argentina y un tercero en el sur de Brasil.

## Hábitat y comportamiento
Canis gezi habitaba en praderas de América del Sur a finales del Pleistoceno. Los análisis paleocológicos sobre la base del estudio de índices morfométricos y variables cualitativas indican que fue un taxón de hábitos hipercarnívoros, y que perseguían activamente y capturaban mamíferos de mediano a gran porte con una masa de entre 50 y 300 kg. Deben haber depredado principalmente a los numerosos cérvidos, caballos, camélidos, y pecaríes que habitaban en esas regiones de América del Sur durante ese periodo. Tal vez también incluso capturaron a ejemplares jóvenes de especies de mayor tamaño.

## Características
Se estimaron pesos para los ejemplares adultos de Canis gezi en el orden de los 31 a 40 kg. Estudios paleocológicos de la fauna del Ensenadense relacionan la extinción de varios mamíferos con tamaños mayores a los 100 kg y la desaparición de estos grandes cánidos hipercarnívoros.

## Relaciones filogenéticas
Análisis filogenéticos apoyarían la inclusión de Canis gezi en el clado de los cánidos sudamericanos, junto con los géneros: Protocyon, Speothos, Theriodictis, y Chrysocyon, segregándolo por lo tanto del género Canis, aunque continuando dentro de la tribu Canini.
Según algunas opiniones, C. gezi estaría emparentado con la especie norteamericana
Canis armbrusteri; sin embargo, según algunas características craneodentarias, también se propone que C. gezi sea asignado a Theriodictis.